# إمبوريون (كيكلاديس)
إمبوريون (Εμπορείον) هي مدينة في كيكلاديس في اليونان.
يبلغ عدد سكانها حوالي 1840 نسمة.